# 蒽紫红素
蒽紫红素（也称为异羟基茜草素、蒽并羟基茜草素，化学名：1,2,7-三羟基蒽醌，1,2,7-trihydroxyanthraquinone）是一种有机化合物，化学式C14H8O5，用作组织学染色